# Europese kampioenschappen turnen 2018

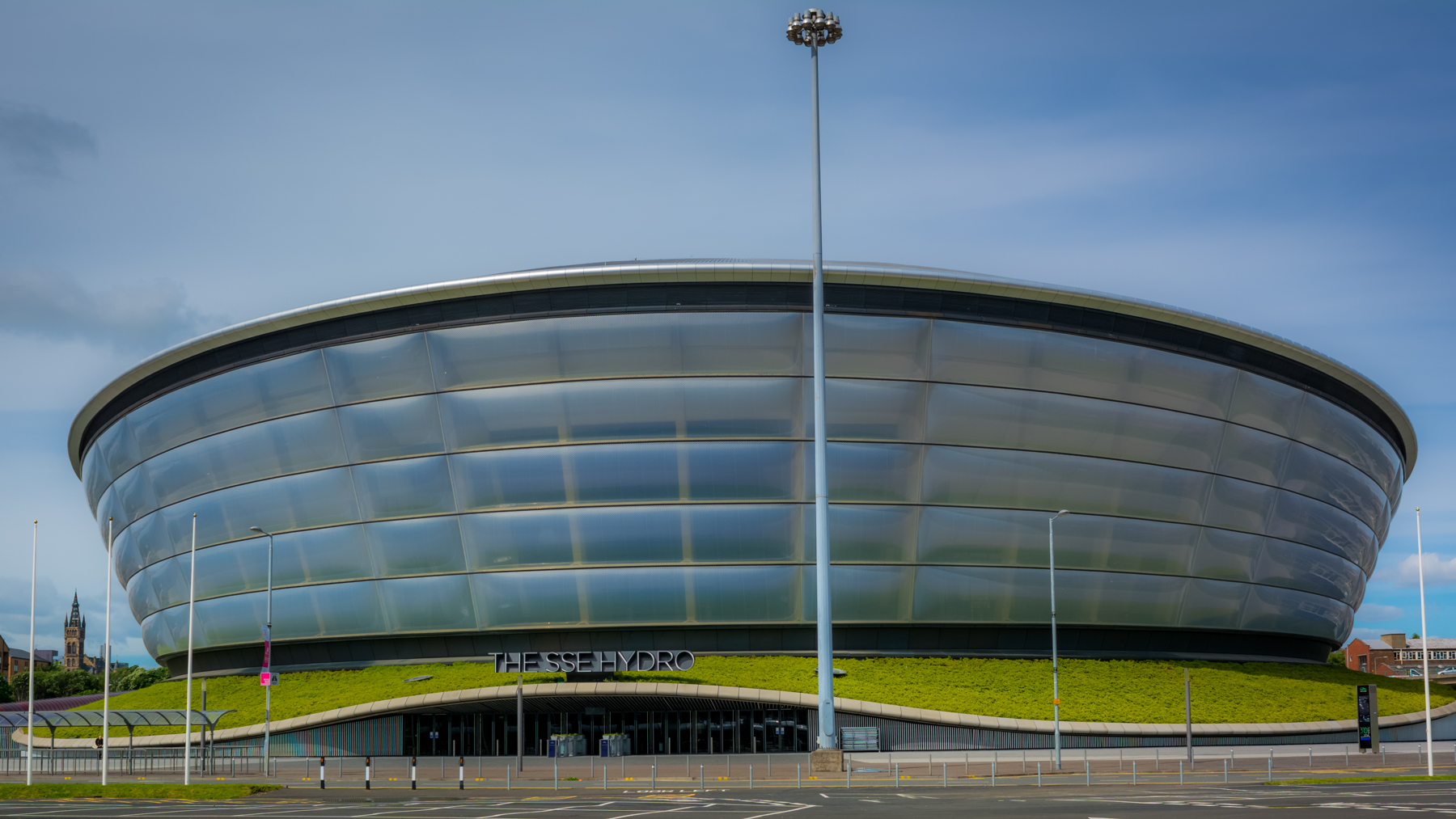
The SSE Hydro in Glasgow.

De Europese kampioenschappen turnen 2018 worden gehouden in The SSE Hydro arena in Glasgow, Verenigd Koninkrijk als onderdeel van de Europese Kampioenschappen 2018. De vrouwen turnen van 2 augustus tot en met 5 augustus 2018 en de mannen turnen van 9 augustus tot en met 12 augustus 2018.

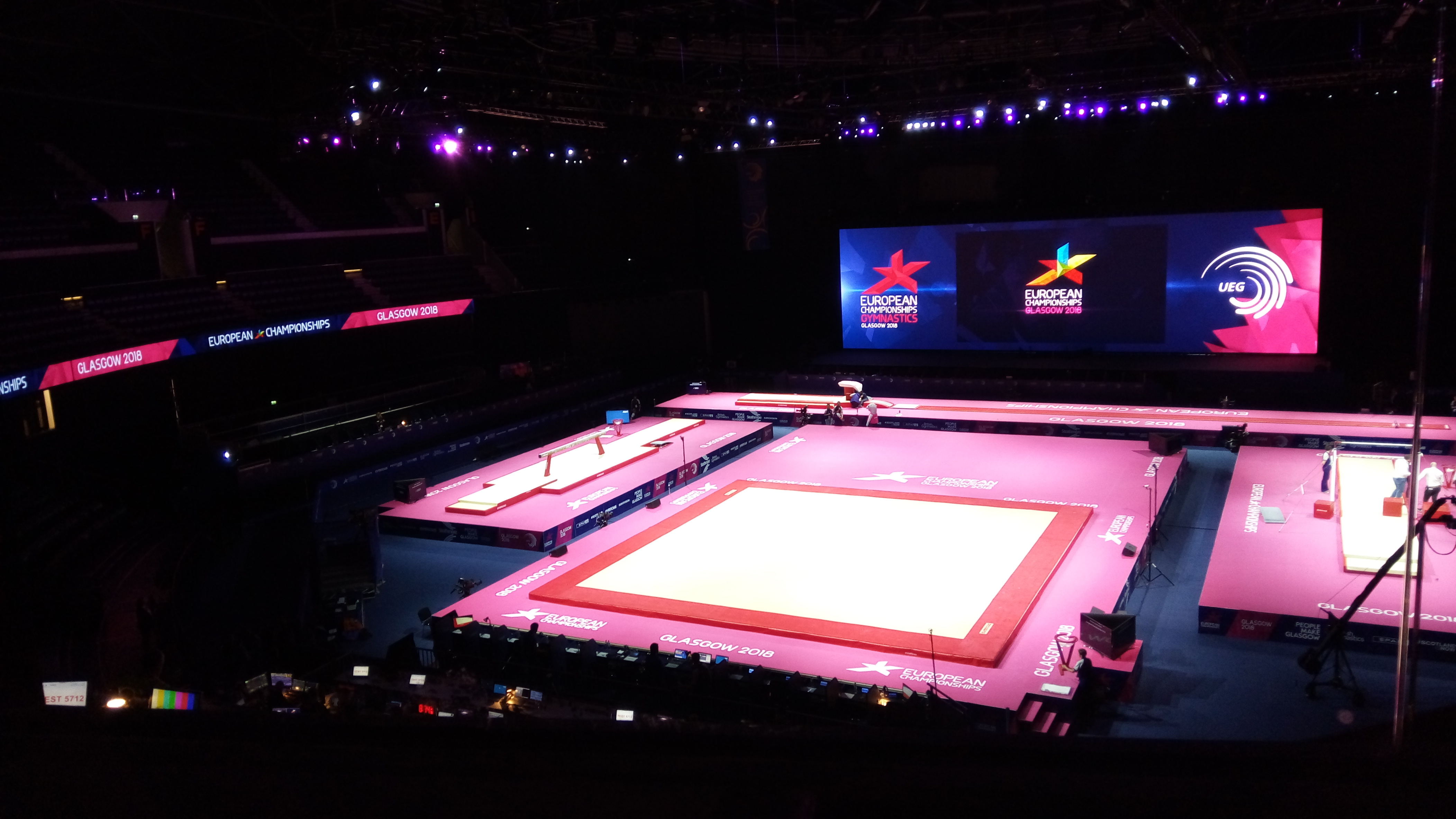
The SSE Hydro arena tijdens de vrouwen turnwedstrijden.

## Programma
| Q | Kwalificaties | Goud | Finale |

### Vrouwen
| Onderdeel            | 30 juli | 31 juli | 1 augustus | 2 augustus | 3 augustus | 4 augustus | 5 augustus |
| -------------------- | ------- | ------- | ---------- | ---------- | ---------- | ---------- | ---------- |
| Senioren             |         |         |            |            |            |            |            |
| Kwalificatie         |         |         |            | Q0         |            |            |            |
| Meerkamp Team        |         |         |            |            |            | 0          |            |
| Sprong               |         |         |            |            |            |            | 0          |
| Brug ongelijk        |         |         |            |            |            |            | 0          |
| Balk                 |         |         |            |            |            |            | 0          |
| Vloer                |         |         |            |            |            |            | 0          |
| Junioren             |         |         |            |            |            |            |            |
| Kwalificatie         |         |         |            |            | Q0         |            |            |
| Meerkamp Team        |         |         |            |            | 0          |            |            |
| Meerkamp Individueel |         |         |            |            | 0          |            |            |
| Sprong               |         |         |            |            |            |            | 0          |
| Brug ongelijk        |         |         |            |            |            |            | 0          |
| Balk                 |         |         |            |            |            |            | 0          |
| Vloer                |         |         |            |            |            |            | 0          |
| Totaal               |         |         |            | 1          | 3          | 1          | 8          |

### Mannen
| Senioren             |  |  |  |    |    |   |    |
| Kwalificaties        |  |  |  | Q0 |    |   |    |
| Meerkamp Team        |  |  |  |    |    | 0 |    |
| Vloer                |  |  |  |    |    |   | 0  |
| Paard (voltige)      |  |  |  |    |    |   | 0  |
| Ringen               |  |  |  |    |    |   | 0  |
| Sprong               |  |  |  |    |    |   | 0  |
| Brug                 |  |  |  |    |    |   | 0  |
| Rekstok              |  |  |  |    |    |   | 0  |
| Junioren             |  |  |  |    |    |   |    |
| Kwalificaties        |  |  |  |    | Q0 |   |    |
| Meerkamp Team        |  |  |  |    | 0  |   |    |
| Meerkamp Individueel |  |  |  |    | 0  |   |    |
| Vloer                |  |  |  |    |    |   | 0  |
| Paard (voltige)      |  |  |  |    |    |   | 0  |
| Ringen               |  |  |  |    |    |   | 0  |
| Sprong               |  |  |  |    |    |   | 0  |
| Brug                 |  |  |  |    |    |   | 0  |
| Rekstok              |  |  |  |    |    |   | 0  |
| Totaal               |  |  |  | 1  | 3  | 1 | 12 |

## Medailles

### Senioren

#### Vrouwen
| Onderdeel     | Goud | Goud                                                                                      | Zilver | Zilver                                                                                  | Brons | Brons                                                                   |
| ------------- | ---- | ----------------------------------------------------------------------------------------- | ------ | --------------------------------------------------------------------------------------- | ----- | ----------------------------------------------------------------------- |
| Meerkamp Team | RUS  | Angelina Simakova Liliia Akhaimova Angelina Melnikova Uliana Perebinosova Irina Alekseeva | FRA    | Juliette Bossu Marine Boyer Mélanie de Jesus dos Santos Coline Devillard Lorette Charpy | NED   | Vera van Pol Celine van Gerner Sanne Wevers Naomi Visser Tisha Volleman |
| Sprong        | HUN  | Boglarka Devai                                                                            | RUS    | Angelina Melnikova                                                                      | ROU   | Denisa Golgota                                                          |
| Brug ongelijk | BEL  | Nina Derwael                                                                              | SWE    | Jonna Adlerteg                                                                          | RUS   | Angelina Melnikova                                                      |
| Balk          | NED  | Sanne Wevers                                                                              | BEL    | Nina Derwael                                                                            | FRA   | Marine Boyer                                                            |
| Vloer         | FRA  | Mélanie de Jesus dos Santos                                                               | ROU    | Denisa Golgota                                                                          | BEL   | Axelle Klinckaert                                                       |

#### Mannen
| Onderdeel       | Goud | Goud                                                                              | Zilver  | Zilver                                                                  | Brons | Brons                                                              |
| --------------- | ---- | --------------------------------------------------------------------------------- | ------- | ----------------------------------------------------------------------- | ----- | ------------------------------------------------------------------ |
| Meerkamp Team   | RUS  | David Beljavskij Artoer Dalalojan Nikolai Kuksenkov Dmitrii Lankin Nikita Nagorny | GBR     | Joe Fraser James Hall Max Whitlock Courtney Tulloch Dominick Cunningham | FRA   | Cyril Tommasone Julien Gobaux Axel Augis Loris Frasca Edgar Boulet |
| Vloer           | GBR  | Dominick Cunningham                                                               | ISR     | Artem Dolgopyat                                                         | RUS   | Artoer Dalalojan                                                   |
| Paard (voltige) | IRL  | Rhys McClenaghan                                                                  | SLO CRO | Saso Bertoncelj Robert Seligman                                         |       |                                                                    |
| Ringen          | GRE  | Eleftherios Petrounias                                                            | TUR     | Ibrahim Colak                                                           | GBR   | Courtney Tulloch                                                   |
| Sprong          | RUS  | Artoer Dalalojan                                                                  | UKR     | Igor Radivilov                                                          | RUS   | Dimitrii Lankin                                                    |
| Brug            | RUS  | Artoer Dalalojan                                                                  | RUS     | David Beljavskij                                                        | SUI   | Oliver Hegi                                                        |
| Rekstok         | SUI  | Oliver Hegi                                                                       | NED     | Epke Zonderland                                                         | HUN   | David Vecsernyes                                                   |

#### Medaillespiegel

##### Vrouwen
| Plaats | Land      | Goud | Zilver | Brons | Totaal |
| 1      | België    | 1    | 1      | 1     | 3      |
| 1      | Frankrijk | 1    | 1      | 1     | 3      |
| 1      | Rusland   | 1    | 1      | 1     | 3      |
| 4      | Nederland | 1    |        | 1     | 2      |
| 5      | Hongarije | 1    |        |       | 1      |
| 6      | Roemenië  |      | 1      | 1     | 2      |
| 7      | Zweden    |      | 1      |       | 1      |

##### Mannen
| Plaats | Land                | Goud | Zilver | Brons | Totaal |
| 1      | Rusland             | 3    | 1      | 2     | 6      |
| 2      | Verenigd Koninkrijk | 1    | 1      | 1     | 3      |
| 3      | Zwitserland         | 1    |        | 1     | 2      |
| 4      | Griekenland         | 1    |        |       | 1      |
| 4      | Ierland             | 1    |        |       | 1      |
| 6      | Kroatië             |      | 1      |       | 1      |
| 6      | Israël              |      | 1      |       | 1      |
| 6      | Nederland           |      | 1      |       | 1      |
| 6      | Slovenië            |      | 1      |       | 1      |
| 6      | Turkije             |      | 1      |       | 1      |
| 6      | Oekraïne            |      | 1      |       | 1      |
| 12     | Frankrijk           |      |        | 1     | 1      |
| 12     | Hongarije           |      |        | 1     | 1      |

### Junioren

#### Vrouwen
| Onderdeel            | Goud | Goud                                                                  | Zilver | Zilver                                                                      | Brons | Brons                                                                    |
| -------------------- | ---- | --------------------------------------------------------------------- | ------ | --------------------------------------------------------------------------- | ----- | ------------------------------------------------------------------------ |
| Meerkamp Team        | ITA  | Elisa Iorio Alice D'Amato Giorgia Villa Asia D'Amato Alessia Federici | RUS    | Olga Astafeva Kseniia Klimenko Irina Komnova Vladislava Urazova Iana Vorona | GBR   | Phoebe Jakubczyk Halle Hilton Ondine Achampong Annie Young Amelie Morgan |
| Meerkamp Individueel | ITA  | Giorgia Villa                                                         | GBR    | Amelie Morgan                                                               | RUS   | Kseniia Klimenko                                                         |
| Sprong               | ITA  | Asia D'Amato                                                          | ITA    | Giorgia Villa                                                               | GBR   | Amelie Morgan                                                            |
| Brug ongelijk        | RUS  | Kseniia Klimenko                                                      | RUS    | Irina Komnova                                                               | FRA   | Carolann Heduit                                                          |
| Balk                 | ITA  | Giorgia Villa                                                         | GBR    | Amelie Morgan                                                               | ITA   | Elisa Iorio                                                              |
| Vloer                | ROU  | Ioana Stanciulescu                                                    | ITA    | Giorgia Villa                                                               | GBR   | Amelie Morgan                                                            |

#### Mannen
| Onderdeel            | Goud | Goud                                                                              | Zilver | Zilver                                                              | Brons | Brons                                                                    |
| -------------------- | ---- | --------------------------------------------------------------------------------- | ------ | ------------------------------------------------------------------- | ----- | ------------------------------------------------------------------------ |
| Meerkamp Team        | RUS  | Iurii Busse Viktor Kaliuzhin Mikhail Khudchencko Grigorii Klimentev Sergei Naidin | GBR    | Jake Jarman Pavel Karnejenko Jamie Lewis Donell Osbourne Adam Tobin | ITA   | Yumin Abbadini Lay Giannini Nicolo Mozzato Ares Federici Edoardo De Rosa |
| Meerkamp Individueel | ITA  | Nicolo Mozzato                                                                    | GBR    | Jamie Lewis                                                         | RUS   | Sergei Naidin                                                            |
| Vloer                | GBR  | Jamie Lewis                                                                       | ITA    | Nicolo Mozzato                                                      | RUS   | Sergei Naidin                                                            |
| Paard (voltige)      | ITA  | Edoardo De Rosa                                                                   | GBR    | Jamie Lewis                                                         | ARM   | Gagik Khachikyan                                                         |
| Ringen               | RUS  | Grigorii Klimentev                                                                | RUS    | Viktor Kaliuzhin                                                    | GBR   | Jamie Lewis                                                              |
| Sprong               | BLR  | Sviataslau Dranitski                                                              | GBR    | Jake Jarman                                                         | ITA   | Ares Federici                                                            |
| Brug                 | UKR  | Illja Kovtoen                                                                     | GER    | Karim Rida                                                          | SUI   | Dominic Tamsel                                                           |
| Rekstok              | ITA  | Nicolo Mozzato                                                                    | HUN    | Kisztian Balazs                                                     | GER   | Daniel Woerz                                                             |

#### Medaillespiegel

##### Vrouwen
| Plaats | Land                | Goud | Zilver | Brons | Totaal |
| 1      | Italië              | 4    | 2      | 1     | 7      |
| 2      | Rusland             | 1    | 2      | 1     | 4      |
| 3      | Roemenië            | 1    |        |       | 1      |
| 4      | Verenigd Koninkrijk |      | 2      | 3     | 5      |
| 5      | Frankrijk           |      |        | 1     | 1      |

##### Mannen
| Plaats | Land                | Goud | Zilver | Brons | Totaal |
| 1      | Italië              | 3    | 1      | 2     | 6      |
| 2      | Rusland             | 2    | 1      | 2     | 5      |
| 3      | Verenigd Koninkrijk | 1    | 4      | 1     | 6      |
| 4      | Wit-Rusland         | 1    |        |       | 1      |
| 4      | Oekraïne            | 1    |        |       | 1      |
| 6      | Duitsland           |      | 1      | 1     | 2      |
| 7      | Hongarije           |      | 1      |       | 1      |
| 8      | Armenië             |      |        | 1     | 1      |
| 8      | Zwitserland         |      |        | 1     | 1      |

## Belgische en Nederlandse deelname

### België
De senioren dames hadden zich als derde land geplaatst voor de team meerkamp finale, maar besloten niet deel te nemen en zich te focussen op de individuele toestelfinales.

#### Senioren

##### Vrouwen
- Maellyse Brassart
- Nina Derwael
- Axelle Klinckaert
- Rune Hermans
- Julie Meyers

##### Mannen
- Noah Kuavita
- Jonathan Vrolix
- Maxime Gentges
- Dennis Goossens
- Luka van den Keybus

#### Junioren

##### Vrouwen
- Margaux Daveloose
- Lisa Vaelen
- Stacy Bertrandt
- Jade Vansteenkiste
- Fien Enghels

##### Mannen
- Ward Claeys
- Nicola Cuyle
- Mattis Bouchet
- Justin Pesesse
- Liam de Smet

### Nederland
Senior Eythora Thorsdottir liep het weekend voor het EK een blessure op aan haar linkerhand waardoor ze werd vervangen door Naomi Visser.

#### Senioren

##### Vrouwen
- Vera van Pol
- Naomi Visser
- Tisha Volleman
- Céline van Gerner
- Sanne Wevers

##### Mannen
- Bart Deurloo
- Casimir Schmidt
- Bram Verhofstad
- Frank Rijken
- Epke Zonderland

#### Junioren

##### Vrouwen
- Sara van Disseldorp
- Vera Jonker
- Zenna van der Lubbe
- Astrid de Zeeuw
- Shadé van Oorschot

##### Mannen
- Lars Vos
- Jermain Gruenberg
- Jordi Hagenaar
- Wesley de Haas
- Luuk Huernink

### Vrouwen finales
| Onderdeel            | Plaats | Turnster            | Score   | Rang     |
| -------------------- | ------ | ------------------- | ------- | -------- |
| Meerkamp Team        | 1      | Nederland           | 159,563 | Senioren |
| Meerkamp Team        | 6e     | België              | 154,231 | Junioren |
| Meerkamp Team        | 10e    | Nederland           | 150,664 | Junioren |
| Meerkamp Individueel | 12e    | Margaux Daveloose   | 51,000  | Junior   |
| Meerkamp Individueel | 15e    | Noemie Louon        | 50,932  | Junior   |
| Meerkamp Individueel | 25e    | Sara van Disseldorp | 49,332  | Junior   |
| Meerkamp Individueel | 31e    | Stacy Bertrandt     | 48,165  | Junior   |
| Sprong               | 7e     | Tisha Volleman      | 13,799  | Senior   |
| Brug ongelijk        | 1      | Nina Derwael        | 14,733  | Senior   |
| Brug ongelijk        | 8e     | Astrid de Zeeuw     | 9,900   | Junior   |
| Balk                 | 1      | Sanne Wevers        | 13,900  | Senior   |
| Balk                 | 1      | Nina Derwael        | 13,600  | Senior   |
| Balk                 | 5e     | Fien Enghels        | 12,866  | Junior   |
| Balk                 | 7e     | Maellyse Brassart   | 12,266  | Senior   |
| Vloer                | 1      | Axelle Klinckaert   | 13,400  | Senior   |
| Vloer                | 4e     | Celine van Gerner   | 13,300  | Senior   |
| Vloer                | 7e     | Sara van Disseldorp | 12,666  | Junior   |

### Mannen finales
| Onderdeel            | Plaats | Turner            | Score   | Rang     |
| -------------------- | ------ | ----------------- | ------- | -------- |
| Meerkamp Team        | 8e     | België            | 229,662 | Junioren |
| Meerkamp Team        | 22e    | Nederland         | 217,493 | Junioren |
| Meerkamp Individueel | 26e    | Nicola Cuyle      | 74,731  | Junior   |
| Meerkamp Individueel | 70e    | Jermain Gruenberg | 66,632  | Junior   |
| Ringen               | 6e     | Liam de Smet      | 13,100  | Junior   |
| Ringen               | 7e     | Dennis Goossens   | 13,700  | Senior   |
| Sprong               | 6e     | Justin Pesesse    | 14,116  | Junior   |
| Rekstok              | 1      | Epke Zonderland   | 14,400  | Senior   |
| Rekstok              | 5e     | Mattis Bouchet    | 12,933  | Junior   |
| Rekstok              | 8e     | Noah Kuavita      | 12,266  | Senior   |